# غيوفري ماسا
غيوفري ماسا (بالإنجليزية: Geofrey Massa)‏ (مواليد 19 فبراير 1986 في أوغندا) لاعب كرة قدم أوغندي دولي يجيد اللعب في خط الهجوم. بدأ بنادي الشرطة الأوغندي، ثم تنقل بين عدة أندية مصرية هي المصري (2005 ـ 2007) والشمس (2007 ـ 2008) المصرية للاتصالات (2009 ـ 2011)، كما لعب في جنوب أفريقيا بنادي جومو كوسموس (2008 ـ 2009)، ويلعب حاليا بنادي جامعة بريتوريا منذ سنة 2013.

## روابط خارجية
- غيوفري ماسا على موقع الاتحاد الدولي (مؤرشف)  (الإنجليزية)
- غيوفري ماسا على موقع قاعدة بيانات كرة القدم.إي يو (الإنجليزية)
- غيوفري ماسا على موقع ناشيونال فوتبول تيمز (الإنجليزية)
- غيوفري ماسا على موقع Soccerway.com (الإنجليزية)
- غيوفري ماسا على موقع كووورة